# Biron, Dordogne
Biron är en kommun i departementet Dordogne i regionen Nouvelle-Aquitaine i sydvästra Frankrike. Kommunen ligger i kantonen Monpazier som tillhör arrondissementet Bergerac. År 2022 hade Biron 146 invånare.

## Befolkningsutveckling
Antalet invånare i kommunen Biron
Referens:INSEE